# Sangi Tetsudō
| Sangi Tetsudō                | Sangi Tetsudō   |
| ---------------------------- | --------------- |
| 801er Serie der Sangi-Linie  |                 |
| Verwaltung der Sangi Tetsudō |                 |
| Spurweite:                   | 1067 mm, 762 mm |
|                              |                 |

Die Sangi Tetsudō K.K. (japanisch 三岐鉄道株式会社 Sangitetsudō kabushikigaisha, englisch Sangi Railway Co., Ltd.) ist eine Privatbahngesellschaft, die in der Präfektur Mie in Japan zwei elektrische Nebenbahnen betreibt.

## Geschichte
Die Firma Sangi Tetsudō wurde 1928 gegründet und nahm 1931 ihre erste Bahnlinie, die Sangi Tetsudō mit einer Spurweite von 1067 mm für den Güterverkehr zum Zementtransport von der Onoda-Zementfabrik in Nishi-Fujiwara in Betrieb. Diese entwickelte sich zu einer wichtigen Commuter-Linie für Yokkaichi. Der Personenverkehr begann 1952. 1954 wurde die Bahnstrecke mit 1500 V Gleichstrom elektrifiziert, und die Firma erwarb von der Japanischen Staatsbahn (JNR) eine Elektrolok. CTC-Signale wurden 1974 eingeführt.
Die Firma übernahm 2003 die Hokusei Tetsudō mit einer Spurweite von 762 mm, als diese von Kintetsu abgespalten wurde. Sie betreibt einige Buslinien.

## Schienenfahrzeuge

### Sangi-Linie
Elektrotriebzüge
- 801er Serie – Frühere Seibu 701er Serie, 1989 erworben
- 101er Serie – Frühere Seibu 401er Serie, 1990 erworben
- 851er Serie – Frühere Seibu 701er Serie, 1995 erworben
- 751er Serie – Frühere Seibu 101er Serie, 2009 erworben. EMUs mit 3-Wagen.[1]

Elektroloks
- ED45 Klasse: Seit 1954, schließt auch früher bei der Tōbu Tetsudō eingesetzte Loks ein
- ED301 Klasse: Frühere ED5201 Klasse der Nankai Denki Tetsudō, 1984 erworben
- DeKi 200 Klasse: Frühere DeKi200 Klasse der Chichibu Tetsudō, 2000 erworben und 2011 außer Betrieb genommen[2]

### Hokusei-Linie
Elektrotriebzüge
- 130er Serie – Baujahr 1954
- 200er Serie – Baujahr 1959
- 140er serie – Baujahr 1960
- 270er Serie – Baujahr 1977

Historische Fahrzeuge
- Dampflok Nr. 102

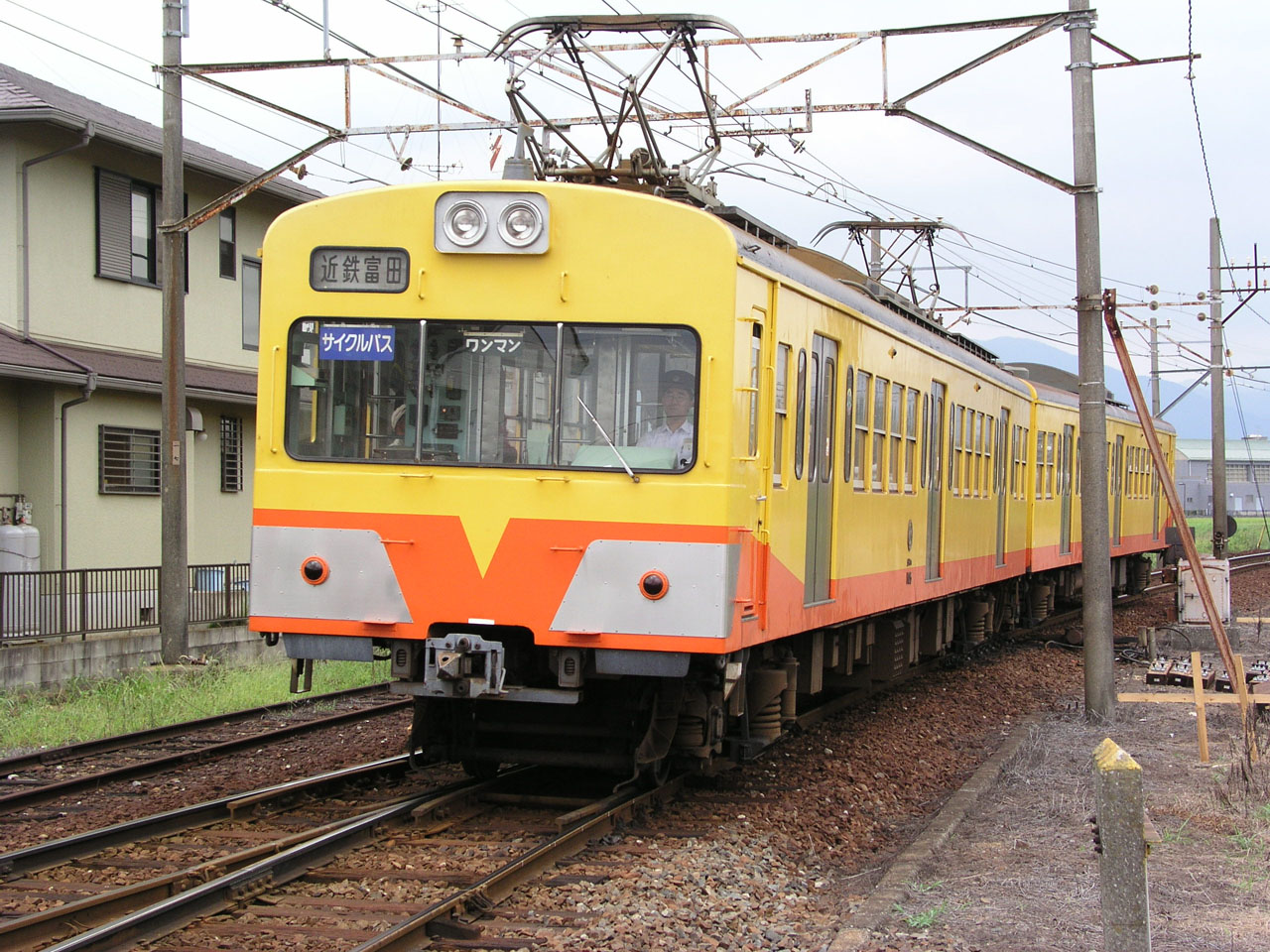
101er Serie
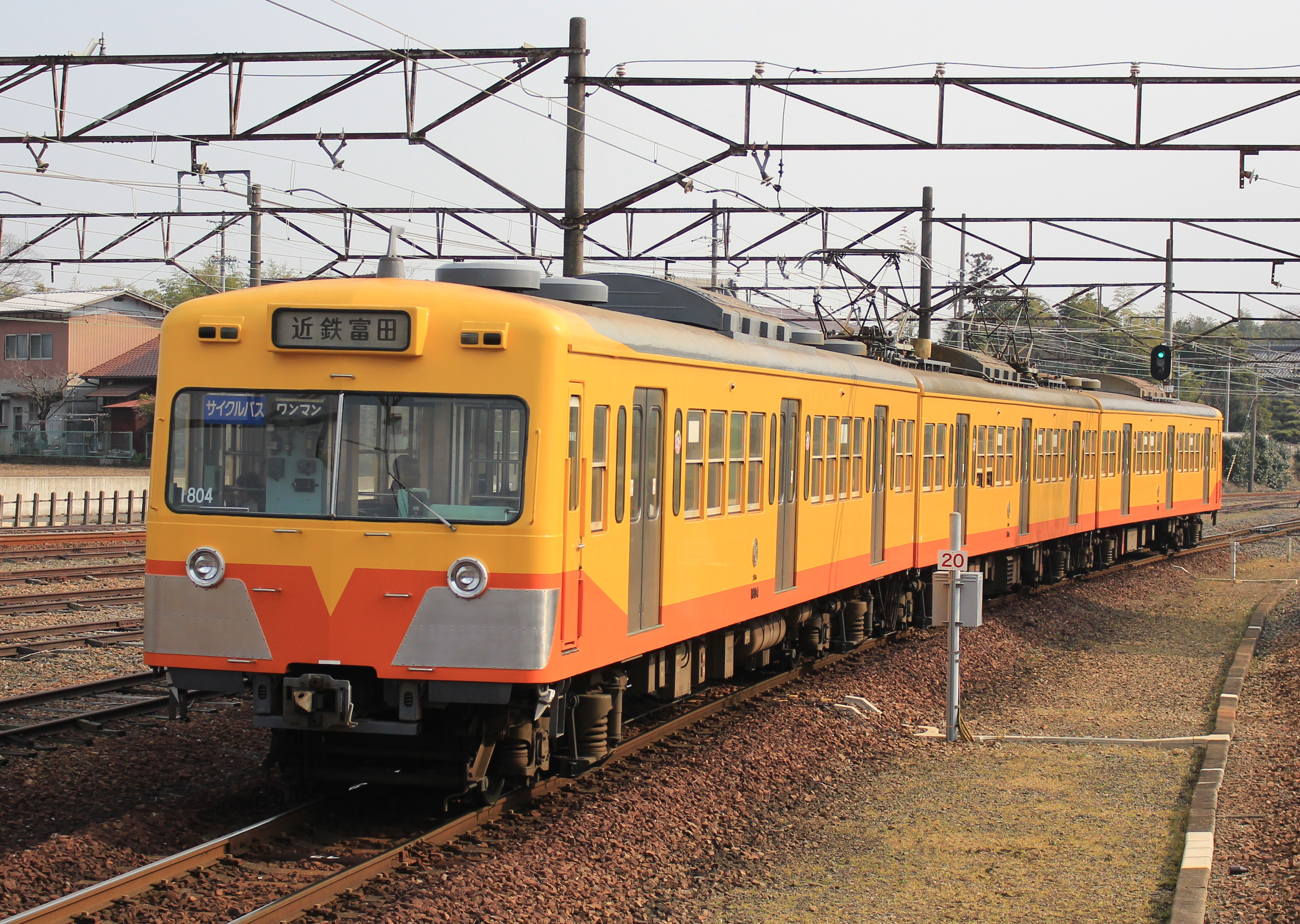
801er Serie
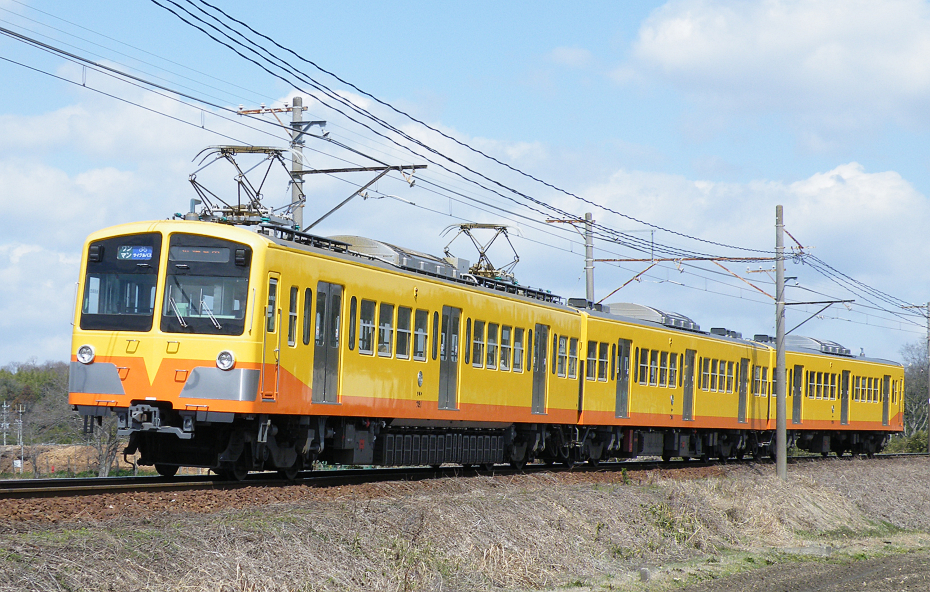
751er Serie
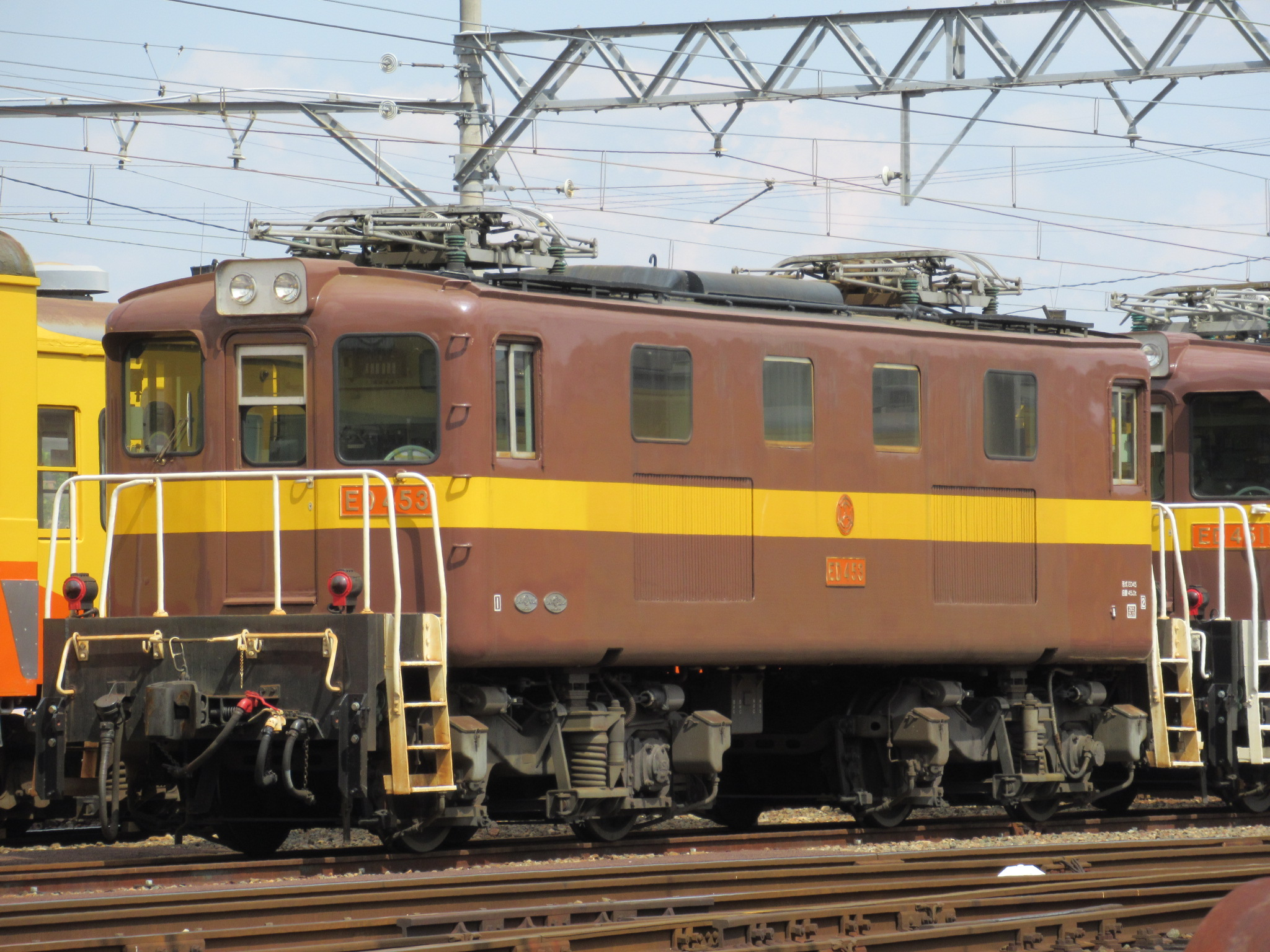
ED45
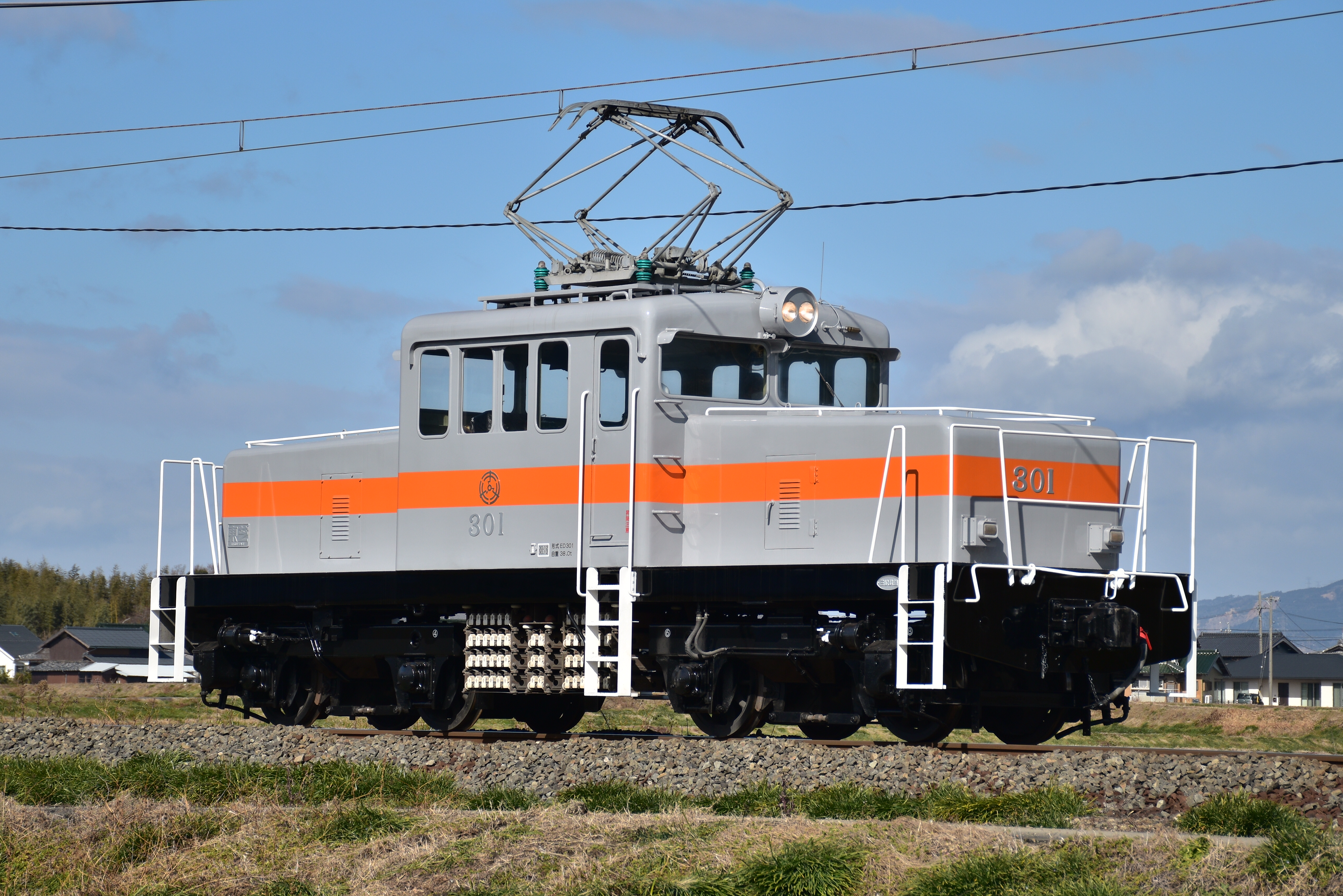
ED301
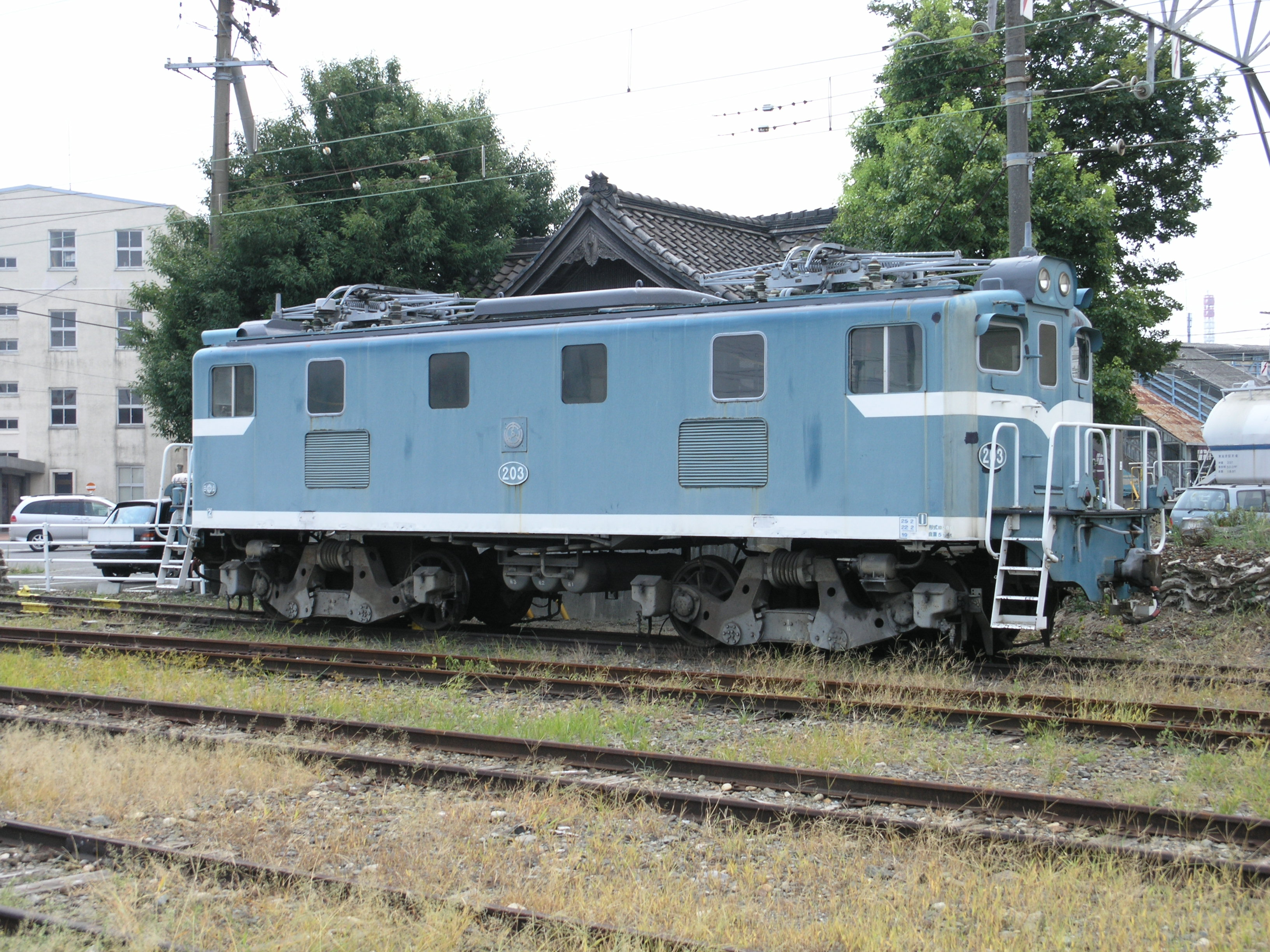
DeKi 203
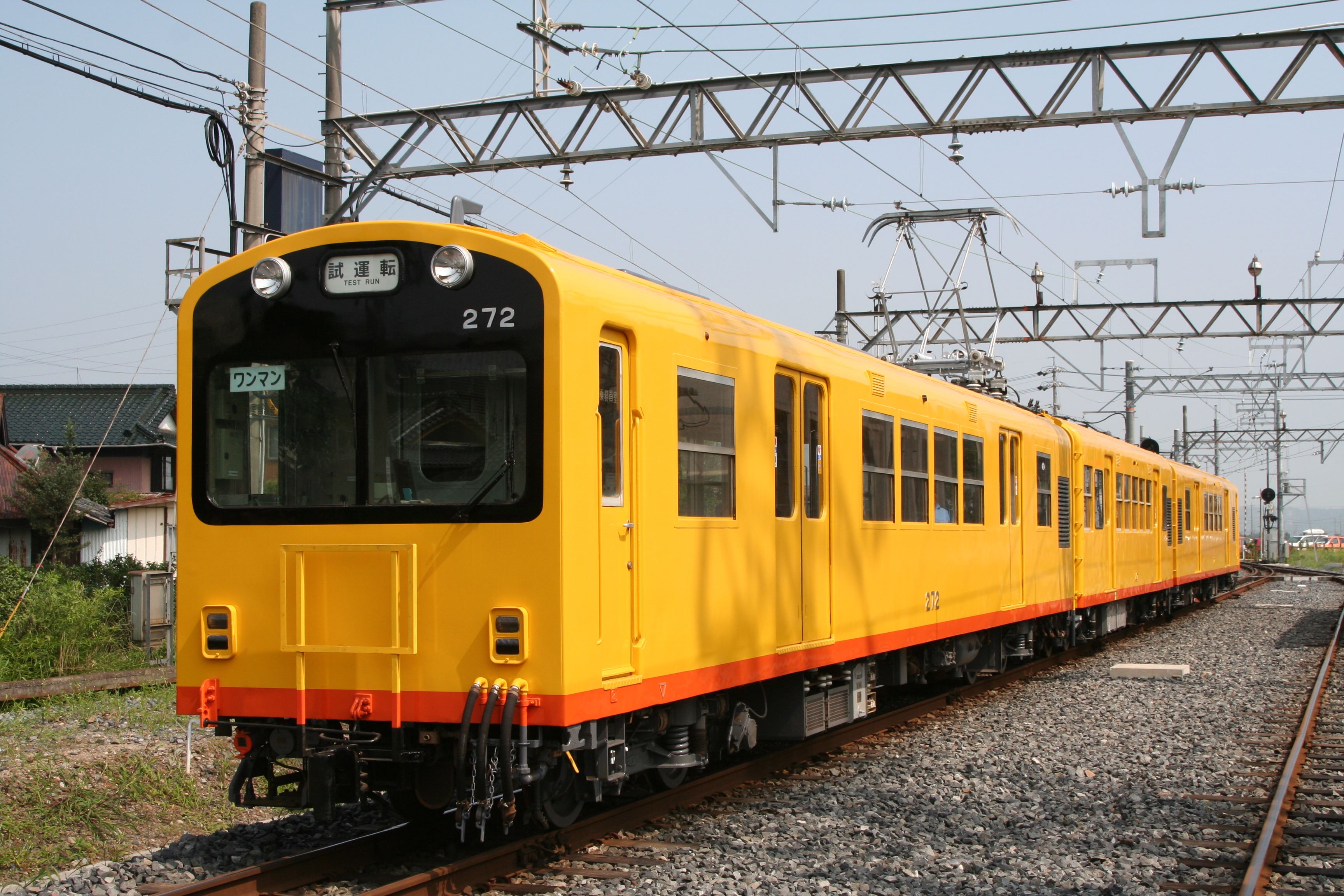
270er Serie
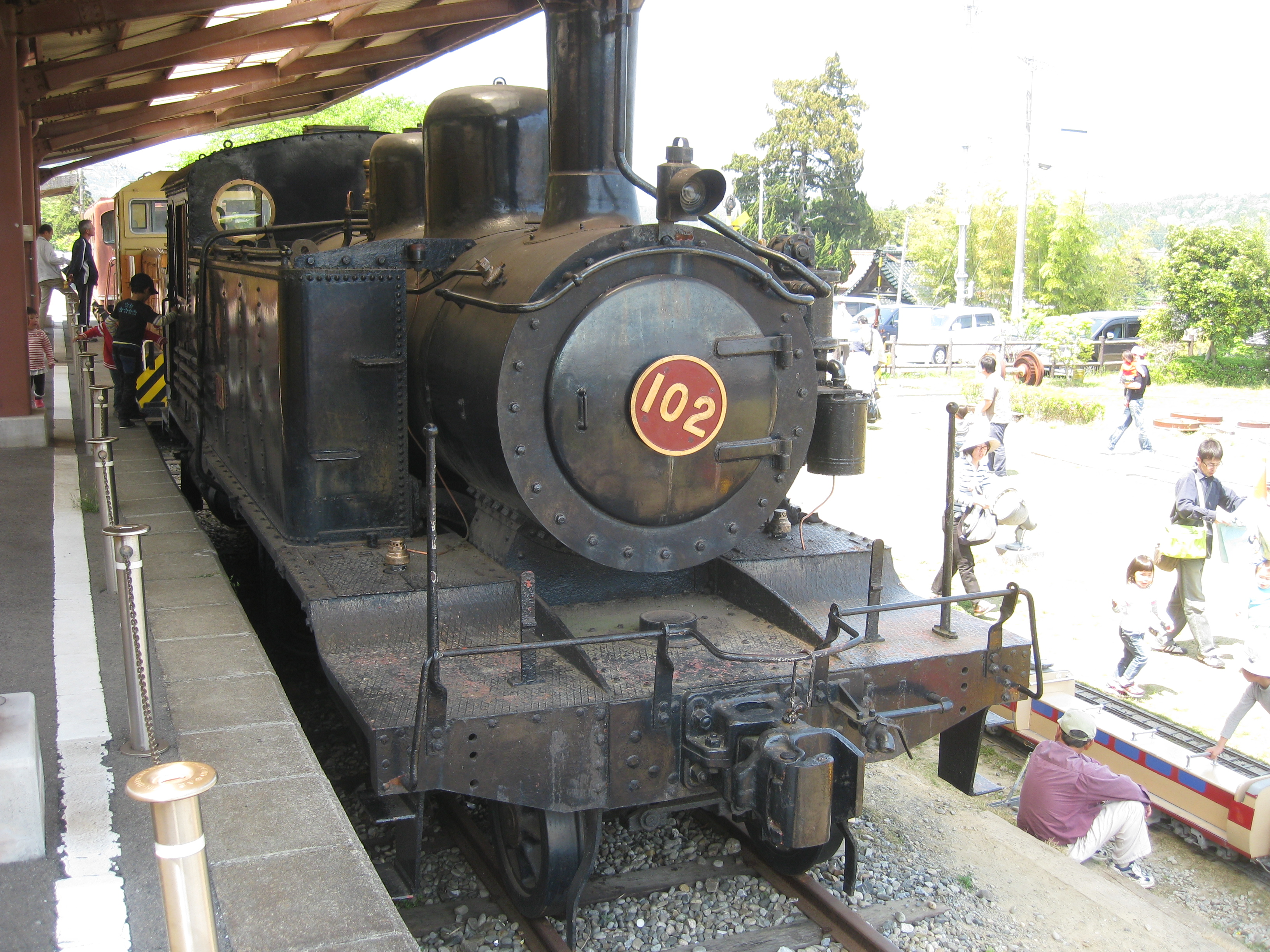
Dampflok Nr. 102